# Fulton Township (comté de Webster, Iowa)
Fulton Township est un township du comté de Webster en Iowa, aux États-Unis,.

## Source de la traduction
- (en) Cet article est partiellement ou en totalité issu de l’article de Wikipédia en anglais intitulé « Fulton Township, Webster County, Iowa » (voir la liste des auteurs).